# William L. Harding
William Lloyd Harding, född 3 oktober 1877 i Osceola County, Iowa, död 17 december 1934, var en amerikansk republikansk politiker. Han var Iowas viceguvernör 1913–1917 och guvernör 1917–1921.
Harding studerade vid Morningside College mellan 1897 och 1901. Därefter avlade han juristexamen vid University of South Dakota.
Harding efterträdde 1913 George W. Clarke som Iowas viceguvernör. År 1917 efterträdde han sedan Clarke som guvernör och efterträddes 1921 av Nathan E. Kendall. Harding avled 1934 och gravsattes på Graceland Park Cemetery i Sioux City i Iowa.